# María de los Llanos de Luna
María de los Llanos de Luna Tobarra (Sevilla, 3 de marzo de 1960) es una abogada, funcionaria y política española, y fue delegada del Gobierno en Cataluña entre diciembre de 2011 y noviembre de 2016.

## Biografía
Nació en Sevilla el 3 de marzo de 1960. Se licenció en Derecho por la Universidad de Murcia e hizo un postgrado de la Escuela de Práctica Jurídica por la Universidad de Murcia y un máster en Administraciones Públicas por el Instituto Nacional de Administración Pública. Es funcionaria del Cuerpo Superior de Técnicos de la Administración de la Seguridad Social y ha desarrollado diferentes cargos dentro de la administración: letrada del Instituto Nacional de la Seguridad Social de Barcelona (1987-1993); subdirectora del Instituto Nacional de la Seguridad Social de Barcelona (1996-2003); Presidenta de la Comisión de Evaluación de Incapacidades Laborales de Barcelona, y asesora de la Tesorería General de la Seguridad Social de Barcelona. También fue diputada del PPC en el Parlamento de Cataluña, además de miembro de la Junta Directiva del Partido Popular de Cataluña y portavoz adjunta del grupo parlamentario popular en el Parlamento de Cataluña. Fue Subdelegada del Gobierno en Cataluña entre 2003 y 2004 y desde diciembre de 2011 hasta noviembre de 2016, fue delegada del Gobierno en Cataluña en sustitución de Montserrat García Llovera.